# Southern Counties East Football League
Southern Counties East Football League je anglická fotbalová liga, založená v roce 1966, kterou hrají týmy z Kentu a jihovýchodního Londýna. Její dvě divize jsou v Stepu 5 a Stepu 6 systému národní ligy (což se rovná úrovním 9–10 celkového systému anglické fotbalové ligy). Při svém vzniku byla dvě sezóny známá jako Kent Premier League a poté, až do roku 2013, jako Kent League.
Neexistuje žádné spojení mezi touto ligou a předchozí Kent League, která existovala od roku 1894 do roku 1959, přestože mnoho klubů hrálo ve své historii v obou ligách.